# Sătucu (okręg Călărași)
Sătucu – wieś w Rumunii, w okręgu Călărași, w gminie Sărulești. W 2011 roku liczyła 16 mieszkańców.